# 6 Lwowska Brygada Piechoty
6 Lwowska Brygada Piechoty (6 BP) – brygada piechoty Polskich Sił Zbrojnych. Wchodziła w skład 5 Kresowej Dywizji Piechoty.

## Formowanie i zmiany organizacyjne
W związku z reorganizacją Armii Polskiej na Wschodzie i zmianą struktury jednostek z typu radzieckiego na typ brytyjski w dniu 31 października 1942 roku 16, 17 i 18 pułki piechoty 6 Lwowskiej Dywizji Piechoty zostały rozwiązane, a w dniach pomiędzy 1 a 3 listopada sformowano je odpowiednio jako 16, 17 i 18 bataliony strzelców w składzie 6 Samodzielnej Brygady Strzelców, która wraz z 2 Brygadą Czołgów i jednostkami dywizyjnymi stanowiły 6 LDP. Nowo powstała 6 Samodzielna Brygada Strzelców prowadziła szkolenie, z otrzymywaną sukcesywnie bronią brytyjską, jednocześnie komisje przeglądowe dokonały oceny stanu zdrowia i przydatności do służby żołnierzy brygady. Rozkazem dowódcy armii Nr 659 z dnia 25 lutego 1943 roku, z terminem wykonania do dnia 11 marca 1943 roku 6 Lwowska Dywizja Piechoty została rozwiązana, natomiast jej 6 Samodzielna Brygada Strzelców została przekształcona w 6 Lwowską Brygadę Piechoty i włączona wraz z 5 Wileńską Brygadą Piechoty do 5 Kresowej Dywizji Piechoty. W połowie kwietnia brygada wraz z całą 5 Dywizją została przewieziona z dotychczasowego miejsca stacjonowania w Quizil Ribat do obozu wojskowego w rejonie Kirkuku. Zadaniem brygady była ochrona pól naftowych i rurociągów przesyłowych, a także coraz intensywniejsze szkolenie. W dniach 7-20 sierpnia 1943 roku 6 Brygada została przewieziona z Iraku do nowego miejsca dyslokacji w Palestynie Camp Mughazi w pobliżu Gazy. W nowym miejscu postoju Lwowska Brygada odbyła szereg ćwiczeń zgrywających w ramach dywizji i z jednostkami broni wspierających tj. artylerii, pancernymi i saperami. Brygada wizytowana była w listopadzie i grudniu przez Naczelnego Wodza gen. broni Kazimierza Sosnkowskiego. W tym czasie miało miejsce apogeum dezercji z szeregów brygady żołnierzy Żydów obywateli II RP. W grudniu 6 Brygada przebywała na szkoleniu w brytyjskim Centrum Wyszkolenia Walk Górskich w Libanie skąd powróciła w połowie stycznia 1944 roku. Pod koniec stycznia 1944 roku 6 Lwowska Brygada przemieszczona została do obozu wojskowego w Quassasin w Egipcie, gdzie odbyło się ostateczne kompletownie stanów etatowych oddziałów zarówno personalnych jak i mobilizacja uzbrojenia i sprzętu – wymiana na nowe. Od połowy do końca lutego brygada została przewieziona koleją do Port Saidu skąd transportem morskim została wysłana do Taranto we Włoszech. Po przybyciu nastąpiła aklimatyzacja żołnierzy w obozie pod Taranto, gdzie zostali przeszkoleni z min, granatów i pozostałej broni strzeleckiej używanej przez wojska niemieckie.
|  |  |

## Działania zbrojne

### Walki nad rzeką Sangro
W dniach 19-24 marca 1944 roku 6 Brygada Piechoty została przewieziona transportem kolejowym i kołowym do strefy frontowej nad rzeką Sangro i przeszła do odwodu dowódcy 2 Korpusu Polskiego. 17 Lwowski batalion strzelców został przydzielony do 5 Wileńskiej Brygady Piechoty i wraz z nią przemieścił się do rejonu Scapoli-Filignano w dniu 22 marca. Nocą z 25 na 26 marca, 17 batalion przejął odcinek frontu nad rzeką i poprawiał umocnienia na swoim odcinku oraz prowadził akcje patrolowe. W trakcie przejmowania i pobytu na odcinku był atakowany przez lotnictwo niemieckie i ostrzeliwany przez artylerię nieprzyjaciela. W dniu 3 kwietnia 17 batalion i poszczególne jego kompanie na I linii frontu odwiedził NW gen. Sosnkowski. 6 Lwowska Brygada Piechoty zajmowała rejon przyfrontowy w rejonie Fornelli-Lucera. W dniu 5 kwietnia 16 batalion strzelców przejął pozycje frontowe od 15 batalionu Brygady Wileńskiej, a 7 kwietnia 18 batalion strzelców od 17 batalionu. W okresie 11-12 kwietnia 1944 roku brygada została zluzowana przez wojska nowozelandzkie i po wycofaniu na tyły bataliony rozpoczęły szkolenie w walkach górskich i szturmowych oraz zapoznawały się z otrzymanymi granatnikami przeciwpancernymi PIAT.

### Bitwa o Monte Cassino i Piedimonte
W dniach 27-28 kwietnia 6 LBP zajęła odcinek M. Castellone luzując oddziały brytyjskiej 78 DP, mając 16 i 17 lwowskie bataliony i przydzielony 14 wileński na linii bojowej. W nocy z 29 na 30 kwietnia odcinek 14 batalionu przejął etatowy 18 Lwowski batalion strzelców. W nocy z 4 na 5 maja 1944 r. 16 i 17 bataliony zostały zluzowane przez 15 pułk Ułanów Poznańskich i pułk Ułanów Karpackich i podporządkowane dowódcy 6 Brygady, bataliony zaś odeszły do odwodu dowódcy 5 KDP i 2 KP. 18 batalion strzelców został przydzielony jako II rzut do 5 WBP. Osłonę natarcia głównych sił 5 Kresowej Dywizji Piechoty stanowiła 6 LBP w składzie: 15 pułk Ułanów Poznańskich i Pułk Ułanów Karpackich, część 5 Kresowego batalionu ckm (dwie kompanie) i plutony moździerzy 16 i 17 bs. 18 Lbs poruszając się za czołowymi batalionami 5 Brygady, 12 maja o godz. 03:50 wyruszył do natarcia na wzg. "Widmo" ze stanowisk wyjściowych, a o 07:30 opanował atakowane wzgórze wraz z pozostałościami 15 baonu. Czołowe kompanie 18 Lbs-u poniosły wysokie straty w trakcie walk o wzgórze. Na broniące "Widmo" 18 Lbs i resztę 15 Wbs wyszły co najmniej trzy kontrataki Niemców, którzy użyli ognia artylerii, snajperów, miotaczy ognia i granatów zapalających. Po odparciu czwartego kontrataku ok. godz.13:10 na rozkaz dowódcy, 18 batalion wycofał się na pozycje osłonowego 14 batalionu. O godz. 05:00 dnia 13 maja, 18 batalion został wycofany do miejscowości Viticuso na odpoczynek. W dniu 13 maja o godz. 05:30, 16 baon przejął odcinek osłonowy od 14 batalionu, natomiast 17 baon został przesunięty z odwodu korpusu do II rzutu obrony. Już o godz. 06:00, 16 Lbs odparł pierwszy niemiecki atak na swoje stanowiska. W dniach 13-16 maja na pozycje bronione przez 16 batalion, oddziały niemieckie przeprowadziły kilka kontrataków. Następnie w nocy z 16 na 17 maja 16 batalion strzelców dokonał wypadu na wzgórze "Widmo", które częściowo opanował i obronił, a w godzinach rannych, 17 baon opanował "małe" San Angelo, odpierając niemieckie kontruderzenia. W tym czasie 16 baon zajął pozostałą część "Widma". Pozostałości 16 i 17 Lbs wraz z pozostałościami 13 i 15 Wbs o godz. 18. 30 17 maja zajęły wzg. San Angelo i je utrzymały. W dniu 17 maja 18 Lbs w walkach likwidował niemieckie ukryte punkty oporu na "Widmie" i stoku S. Angelo. W nocy 17/18 maja broniące się wojska niemieckie rozpoczęły odwrót z zajmowanych pozycji. W dniu 19 maja bataliony 16 i 17 zostały wycofane z linii frontu na odpoczynek i reorganizację. Natomiast 18 batalion w dniach 19-21 maja toczył bez powodzenia walki o miejscowość Piedmimonte, od 22 do 24 maja osłaniał walczącą o Piedimonte Grupę "Bob" i 25 maja odszedł na wypoczynek i reorganizację. Dowództwo 6 Lwowskiej Brygady Piechoty w dniach od 3 do 11 maja po przeprowadzeniu luzowania ww. batalionów, kierowało prowadzonymi działaniami obronnymi obu pułków ułańskich. Od 12 maja ułani i wspierające je jednostki 5 batalionu ckm pozorowały działania zaczepne, ściągając na swoje pozycje ogień artylerii niemieckiej i uwagę niemieckiej obrony. W trakcie pobytu ułanów na odcinku górskim wyszedł brak przygotowania szczególnie 15 pułku do działań szturmowych i walki w górach. Po załamaniu się pierwszego natarcia 2 Korpusu Polskiego, tuż przed drugim natarciem wydzielono z 15 pułku, szwadron szturmowy ułanów, który wspólnie z kompanią komandosów utworzył zgrupowanie Commando mjr. Smrokowskiego. Zgrupowanie to 17 maja wspólnie z 17 i 16 batalionami podjęło natarcie na wzgórze San Angelo. Po jego zdobyciu szwadron 15 pułku ułanów powrócił 19 maja na pozycje brygady. W dniu 19 maja na wzgórze Passo Corno podjęły natarcie szwadrony ułanów poznańskich i karpackich. Zdobyto wzgórze 893. W dniach 20 i 21 maja ułani toczyli walki o dalsze wzgórza 912 i 945. Po dwóch dniach ostatecznie 25 maja opanowano atakowane wzgórza i utrzymano Passo Corno czyniąc wyłom w niemieckiej obronie. Wieczorem ułani opanowali dominujący szczyt góry Monte Cairo 1669. Pułk Ułanów Karpackich został zluzowany przez oddziały brytyjskie nocą 28/29 maja tracąc w ciężkich walkach 23 zabitych i 30 rannych. 15 puł zszedł zluzowany przez jednostki brytyjskie z linii bojowej 30 maja na wypoczynek. Ogółem w bitwie o Monte Cassino z batalionów strzeleckich i KG brygady poległo; 11 oficerów, 34 podoficerów i 109 szeregowych, zaginęło; 1 oficer, 7 podoficerów i 23 szeregowych.

### Bitwa o Ankonę
Do 17 czerwca 1944 roku 6 LBP przebywała na wypoczynku i szkoleniu uzupełnień, które otrzymała 6 czerwca i w kilku następnych dniach. Od 18 do 21 czerwca brygada skoncentrowała się w rejonie Casalbordino i wydzieliła z dniem 21 czerwca do Oddziału Wydzielonego płk. dypl. Klemensa Rudnickiego, 16 Lwowski batalion strzelców. 24 czerwca 16 Lbs pod dowództwem mjr. Andrzeja Stańczyka zajął miejscowość Francavilla, następnie 26 czerwca zluzował nad rzeką Chienti 3 batalion strzelców karpackich. W nocy z 26 na 27 czerwca batalion odparł niemiecki wypad i bronił swoje pozycje do dnia 29 czerwca. Front nad rzeką Chienti w rejonie S. Giusto przejęła 6 Brygada Lwowska i 30 czerwca jej czołowe bataliony: 16 zajął Beltrovato i Bestrovato, a 18 Saroccioano. Nacierająca w I rzucie dywizji 6 LBP czyniąc dalsze postępy zajęła 16 i 18 batalionem Morrovalle, a 17 batalion Monte Lupone. Na skutek prowadzonego energicznie pościgu przez 12 i 15 pułki ułanów, wieczorem 1 lipca 1944 roku 6 LBP mogła skoncentrować się  w rejonie Colle S. Martino. Natomiast 18 batalion jako czołowy wspierał 15 pułk ułanów w opanowaniu San Biagio i następnie dominującego nad miejscowością wzgórza 206. W dniach 2 i 3 lipca 18 batalion zajął w ciężkiej walce miejscowość Centofinestre wspierany przez czołgi 4 pułku pancernego i samochody pancerne 15 pułku ułanów. Wieczorem 2 lipca reszta brygady ruszyła w kierunku rzeki Musone, 3 lipca 17 batalion opanował miejscowości S. Margherita, Sabbianicci, Montoro odpierając cztery kontrataki niemieckie. 18 batalion odparł dwa przeciwnatarcia wroga po zajęciu obszaru na skrzydle 17 batalionu. 16 baon bronił rejonu Fillotrano. 4 lipca 1944 r. 17 batalion stoczył zaciekłe walki o wzgórze Villanova, a 5 lipca ten sam batalion odpierając silne przeciwnatarcia obronił miejscowość  S. Margherita, na skutek niemieckiego ataku wyparto 17 baon z miejscowości Cura Nuova. 6 lipca brygada podjęła dalsze natarcie; 16 batalion po zaciętych walkach zdobywa miejscowość Villa Nuova. Po wykonaniu tej akcji 6 LBP przeszła do odwodu dywizji. 15 lipca 16 batalion strzelców został przydzielony do 2 Brygady Pancernej i wraz z nią prowadzi walki w dniach 16-17 lipca o S. Croce-Vincenzo i o wzgórze Torto, zdobywa samodzielnie miejscowość M. Bogo. 6 LBP maszerując w II rzucie za oddziałami 5 KDP 17 lipca wieczorem osiągnęła miejscowość M. Torto i otrzymała rozkaz wyjścia do I rzutu przed Zgrupowanie 2 B.Panc., dotarcia do morza i zamknięcia okrążenia wokół Ancony. Wymijając miejscowość Agugliano batalionami 17 i 18, zajmuje Paterno di Ancona i likwiduje wszelki opór cofającego się wroga, brygada wykonała zadanie. Natomiast 16 batalion strzelców wraz z 2 Brygadą Pancerną i jej jednostkami pancernymi i kawalerii pancernej osiągnął 18 lipca rzekę Esino oraz przekroczył ją tworząc przyczółek. W dalszych dwóch dniach 16 batalion 19 lipca zajmuje w walce miejscowości Castelferetti i Chiaravalle, a 20 lipca Altamarina. Z dniem 21 lipca 16 baon powrócił do 6 LBP. W nocy 23/24 lipca 17 Lwowski batalion strzelców zluzował 15 wbs na linii frontu w rejonie miejscowości S. Bonawentura i prowadził akcje patrolowe i zwalczał niemieckie stanowiska ogniowe, w dniu 26 lipca dołączyła do niego pozostała część lwowskiej brygady. W związku z tym, że nieprzyjaciel rozpoczął odwrót nazajutrz 6 Brygada przystąpiła do pościgu w kierunku rzeki Misa, jej bataliony opanowały miasteczka; 17 baon Ostra, a 18 baon Filetto. Po natrafieniu na niemiecką obronę linii rzeki Misa, brygada pozostała w dalszej styczności z wrogiem poprzez działania patrolowe. W nocy z 31 lipca na 1 sierpnia 6 Lwowska Brygada została zluzowana przez 5 Wileńską i odeszła na wypoczynek oraz przyjęcie uzupełnień do rejonu Chiaravalle.

### Walki od Ankony do rzeki Metauro
8 sierpnia 1944 roku 6 LBP została skierowana do rejonu Madonna della Rose, Filetto i S. Lucia znalazła si w II rzucie natarcia za 5 Brygadą, której został podporządkowany 16 Lbs. O godz. 7.30 9 sierpnia po przygotowaniu artyleryjskim, do natarcia w szykach wileńskiej brygady przystąpił 16 baon poprzez winnice i pola uprawne zdobywa wzgórza 186 i 208 na skutek dwóch niemieckich przeciwnatarć wspartych bronią pancerną, kompanie 16 batalionu zostają odrzucone ze wzg. 208, ponownie wsparte czołgami brytyjskiego 7 pułku huzarów po godzinie odbiły wzgórze. Nocą 9/10 sierpnia na zajętych pozycjach 16 baon został zluzowany przez 14 baon wileński i dołączył do swojej brygady. W godzinach popołudniowych 10 sierpnia działania rozpoczęły plutony rozpoznawcze 17 i 18 batalionów uzyskując kontakt z nieprzyjacielem nad rzeką Cesano. 10 i 11 sierpnia oba bataliony lwowskie objęły linię frontu na rzece Cesano luzując bataliony wileńskie. Ponownie 14 sierpnia 6 Brygada została zastąpiona przez 5 Brygadę na linii frontu. Z dniem 16 sierpnia została ona przydzielona do 3 Dywizji Strzelców Karpackich i wzmocniona 4 pułkiem pancernym, natomiast 17 lbs został przekazany do 2 Brygady Pancernej jako wsparcie, baon tego dnia dokonał rozpoznania brodów na rzece Cesano. Lwowska brygada pozostałymi batalionami w nocy 16/17 sierpnia zajęła stanowiska nad rzeką Cesano w gotowości do natarcia. W godzinach nocnych nieprzyjaciel rozpoczął odwrót na całym odcinku, oddziały lwowskie wykonały marsz za ustępującym wrogiem osiągając 18 batalionem rejon Mondolfo, na skutek ciągłych opadów deszczu na rozkaz dowódcy korpusu przełożono natarcie, do chwili poprawy pogody. W dniu 19 sierpnia o godz. 10 po przygotowaniu artyleryjskim do natarcia przystąpił 16 batalion wraz z 4 pułkiem pancernym z zadaniem uchwycenia wzg. 171 i 186, w trakcie ciężkich walk od ognia moździerzy i artylerii niemieckiej obie atakujące jednostki poniosły dotkliwe straty, utrzymały zdobyte wzgórza i zajęły pozostałe 189 i 179 pomimo kontrataków wroga. W tym czasie 18 baon zajął S. Giovanni. 21 sierpnia nastąpiło luzowanie brygady przez 1 Brygadę Strzelców Karpackich i następnego dnia przeszła na odpoczynek do rejonu Ripe i S. Lucia. Natomiast 17 baon podzielony na trzy grupy bojowe przydzielone do 6 pułku pancernego, brytyjskiego 7 pułku huzarów i 4 pułku pancernego w dniu 20 sierpnia wziął udział w zdobyciu M. Rosario, Cerasa, w dniu następnym pokonał liczne pola minowe i inne przeszkody wspólnie z czołgami wymienionych trzech pułków zdobył M.S. Giovanni i wzg. 215. W dniu 22 sierpnia kompanie batalionu wraz z czołgami w walkach opanowały Monte Maggiore. 22/23 sierpnia 17 batalion ześrodkował się  w miejscowości Monterado, dla krótkiego wypoczynku. 24 sierpnia 17 lbs został podporządkowany Wileńskiej Brygadzie i wraz z jej oddziałami w dniu 26 sierpnia o godz. 19 ze wsparciem czołgów 6 ppanc. rozpoczął szturm M. della Forche pod ogniem niemieckiej artylerii i broni maszynowej. Z uwagi na zapadające ciemności na rozkaz dowódcy batalionu dalszy szturm wstrzymano. O świcie dnia następnego 17 baon zajął przedmiot natarcia z poprzedniego dnia i miasto Carignano, a wieczorem wzg. 125. 28 sierpnia odcinek frontu od 5 WBP przejęła wraz z 17 lwowskim baonem i 13 Wbs "Rysiów". 6 Lwowska Brygada Piechoty. Ponadto Zgrupowanie 6 Brygady Lwowskiej wspierał 6 p.panc i 15 p.uł. Wieczorem 17 lbs wraz z czołgami opanował La Luca. 29 sierpnia bataliony 16 i 18 rozpoczynają ruch do przodu w kierunku rzeki Foglia, zajmując po kolei punkty terenowe; wzg. 194, 210, Rondello 16 baonem i M. Belilla, wzg. 162 i Trebio 18 baonem. Przydzielony brygadzie 15 pułk ułanów od świtu 29 sierpnia prowadził pościg za wrogiem i wieczorem osiąga rzekę Foglia i za nim pozostałe dwa bataliony 16 i 18. 30 sierpnia kompania 18 batalionu przeprawiła się przez rzekę i uchwyciła przyczółek na drugim brzegu w rejonie wzg. 139, w dniu 1 września 1944 r. na przyczółku obronę przejmuje kompania 16 batalionu. Wieczorem 1 września front 6 LBP przejęła 1 BSK, a następnego dnia zszedł z linii bojowej 16 Lbs. Brygada Lwowska wraz z całą 5 KDP przeszły na odpoczynek i uzupełnienie strat w rejon miejscowości Porto S. Elpidio-Fosso. W trakcie wypoczynku i szkolenia z szeregów brygady zostaje odkomenderowanych do nowo tworzonej 4 Wołyńskiej Brygady Piechoty wielu oficerów i podoficerów, do brygady przybywają żołnierze z uzupełnień.

### Walki w Apeninach Emiliańskich
W dniach 15 -17 października 1944 roku 6 Lwowska Brygada Piechoty została przegrupowana do strefy frontowej i przesunięta do II rzutu na zaplecze prowadzącej aktualnie natarcie 5 Wileńskiej Brygady Piechoty. W dniu 22 października od godzin porannych Lwowska Brygada przejęła odcinek frontu od Brygady Wileńskiej. 17 batalion zluzował 13 batalion strzelców i zajął o godz. 19 podstawę do natarcia oraz rozpoczął akcję patrolową na przedpolu swoich pozycji. Wieczorem tego samego dnia 16 batalion zluzował część 14 batalionu strzelców i zajął podstawy do natarcia. W dniu następnym o godz. 13.30, 17 batalion strzelców rozpoczął natarcie na wzgórze 642, opanował je w godzinach wieczornych po ciężkiej walce. Natomiast 16 batalion strzelców nacierał na wzg. M. di Selcio również po ciężkich walkach opanował je wieczorem. 18 batalion pozostawał w odwodzie brygady. 24 października 17 batalion zajął M. Giero i prowadził dalej natarcie poprzez okoliczne wzgórza w kierunku M. Colombo, pod które dotarł w dniu następnym o godz. 08.30 i zatrzymał go zaporowy ogień artylerii niemieckiej. W tym czasie 16 batalion o godz. 14 ruszył do natarcia sforsował rzekę Rabba i w rejonie wsi La Cantina jedna z kompanii tego batalionu została pomyłkowo ostrzelana przez wspierający pluton czołgów z 4 pułku pancernego. Do godziny 17.00 batalion zajął M. Belvedere. 25 października o godz. 09.00 16 batalion rozpoczął dalsze natarcie, jednak podczas ruchu naprzód dostał się pod ogień broni maszynowej i strzelców wyborowych. Po otrzymaniu wsparcia artylerii o godz. 16.00 batalion ponownie prowadził natarcie, ale na skutek intensywnych opadów deszczu i ciemności przeszedł do obrony. W dniu 26 października 17 batalion opanowuje grzbiet wzgórza M. Colombo i zajął miejscowość Testa. W dniu 25 października 1944 roku został wprowadzony do natarcia 18 Lwowski Batalion Strzelców, 26 października patrolami rozpoznał rejon Predappio, a nazajutrz wraz z grupą partyzantów włoskich zajął tę miejscowość, a 16 batalion zdobył M. Mirabello. Z uwagi na bardzo trudne warunki atmosferyczne i terenowe w okresie od 26 października do 4 listopada, 6 Brygada przeszła do obrony na zdobytym terenie i prowadziła intensywne rozpoznanie. W dniu 4 listopada jedna z kompanii 17 batalionu strzelców podjęła natarcie na miejscowość San Salvatore jednak pod ogniem zaporowym moździerzy zaległa, o 07.45 dnia następnego reszta 17 batalionu podjęła natarcie, lecz pod silnym ogniem nieprzyjaciela natarcie zostało powstrzymane. Równocześnie 16 batalion prowadził natarcie zajmując wzgórza 413, 436 i Casa Feliciata i na koniec dnia Monte Maggiore. Ponownie skierowany do natarcia 17 batalion w niezwykle ciężkiej walce zdobył do wieczora miejscowość S. Martino in Avello, a nocą miejscowość Valle. 6 listopada 16 batalion strzelców toczył walki o wzg. 353 i Cassa Bellaria, zdobywając je ostatecznie 7 listopada. W dniu 6 listopada 1944 r. do natarcia przeszła 5 Wileńska Brygada, wsparta 18 batalionem strzelców ze składu 6 Brygady. 18 lwowski zdobył w nocnej ciężkiej walce miejscowość M. Casaluda, po czym odparł 5 kontrataków nieprzyjaciela na swoje pozycje. Na odcinku 6 Lwowskiej Brygady Piechoty w dniu 7 listopada 17 batalion  prowadził akcje patrolową i zajął miejscowości Dovadola i Monte Capecchio oraz podjął nieudaną próbę natarcia na wzg. 404 i 407. W dniu następnym po ponownym uderzeniu, oba wzgórza zostały zajęte przez 17 batalion. Natomiast 18 batalion strzelców po zluzowaniu w dniu 8 listopada powrócił do składu macierzystej brygady. Jednocześnie od 8 listopada Brygada Lwowska  znalazła się w II rzucie Dywizji  Kresowej. Z dniem 18 listopada cała 5 KDP przeszła na trzytygodniowy wypoczynek w rejon wcześniejszych walk Predappio-S. Sofia-Galeata. W dniach 18 i 19 grudnia 6 Lwowska Brygada Piechoty batalionami 18 i 16 przejęła odcinek frontu od 3 Dywizji Strzelców Karpackich w rejonie miasta Brisighella, 17 batalion strzelców pozostawał w odwodzie brygady. W dniu 20 grudnia 1944 roku 18 batalion strzelców podjął natarcie na wzg. 209 i 134, po podejściu do podnóża wzgórz, na skutek silnego ognia artylerii natarcie załamało się, podczas kontrataku niemieckiego batalion został w walce wręcz odrzucony na pozycje wyjściowe. Batalion 17 również prowadził działania patrolowe na przedpolu brygady. W dniu 23 grudnia 18 Lwowski batalion prowadził intensywne walki patrolowe i obronne. Z uwagi na trudne warunki pogodowe wszelkie działania zaczepne zostają odwołane i brygada całością sił broniła przed wypadami wroga swoje stanowiska obronne, przez okres od 24 grudnia 1944 roku, do 9 stycznia 1945 roku. Tego dnia brygada przeszła na odpoczynek, uzupełnienie oraz reorganizację będąc aktualnie w II rzucie dywizji w m. Castroccaro.

### Obrona linii rzeki Senio
Od 5 lutego cała 5 Kresowa Dywizja przeszła na odpoczynek do odwodu korpusu i zarazem do odwodu frontu włoskiego. 6 LBP stacjonowała w rejonie S. Sofia, S. Pietro, Bagno di Romagana intensywnie szkoląc się i wcielając dalsze uzupełnienia stanu osobowego, uzbrojenia i sprzętu. W dniu 5 marca 1945 Lwowska Brygada objęła odcinek frontu, luzując 6 Brygadę Nowozelandzką. Do istotnych wydarzeń zaliczyć należy, odparcie w dniu 19 marca wypadu niemieckiego na pozycje 17 Lwowskiego Batalionu Strzelców. W efekcie czego wzięto do niewoli 15 jeńców i wyeliminowano dalszych 35, za te działania dowódca batalionu otrzymał osobiste gratulacje od dowódcy 8 Armii Brytyjskiej. W dniach 29-31 marca 6 Lwowska Brygada Piechoty została zluzowana przez 4 Wołyńską Brygadę Piechoty i przeszła do II rzutu obrony.

### Bitwa o Bolonię
W początkowej fazie operacji "Buckland" 6 LBP została przydzielona do 3 DSK. 11 kwietnia 1945 roku bataliony Brygady Lwowskiej zajęły rejon C. Spina, Molinelli i S. Lucia zaraz za przebywającą na I linii frontu 2 Brygadą Strzelców Karpackich, w gotowości do natarcia w dniu następnym. W dniu 12 kwietnia o godz. 15.45 lwowskie 16 i 17 bataliony rozpoczęły natarcie na zachodni wał rzeki Santerno, w godzinach wieczornych zajmując go na odcinku całej brygady. 6 Brygadę wspierały częścią sił 5 Kresowy batalion ckm, część 5 Kresowego pułku artylerii przeciwpancernej, 1 pułk Ułanów Krechowieckich,  4 i 6 pal. 13 kwietnia 16 batalion utrzymywał wał rzeki Santerno i czołowymi kompaniami zajął Borgo S. Germano, po czym został wyklinowany z ugrupowania przez oddziały 3 DSK i przeszedł do odwodu brygady w dniu 14 kwietnia. Natomiast 17 batalion w dniu 13 kwietnia prowadząc natarcie dotarł do kanału Molini, następnego dnia sforsował kanał i dotarł w walce do następnej przeszkody wodnej tj. kanału Correchio, który również pokonał i zajął miejscowość La Busa. 18 batalion strzelców wraz z większością 1 pułku ułanów w godzinach popołudniowych dnia 13 kwietnia został wprowadzony do działań jako grupa pościgowa i osiągnął rubież kanału Gambellara i główną drogę do Imoli. Nazajutrz o godz.09.00 rozpoczęto walkę o kanał Gambellara, 18 batalion złamał niemiecką obronę na tym kanale, następnie na kanale Corechio, ostatecznie opanował wieczorem kanał Ladello i przeszedł do obrony. 15 kwietnia o godz. 01.35 16 batalion strzelców przeszedł poprzez pozycje 18 batalionu i przygotował dalsze nocne natarcie, przy tym zostaje ostrzelany przez własne czołgi 2 Brygady Pancernej. Ponownie do natarcia przystąpił o godz. 09.00 forsuje w bród rzekę Sillaro i zajmuje przyczółek i zdobywa most w miejscowości Cavazza. Na przyczółku odpiera kontratak niemieckiej piechoty z dwoma czołgami, jest intensywnie ostrzeliwany przez artylerię. W dniu 16 kwietnia po moście rzekę przeszedł 18 batalion z czołgami 1 pułku ułanów, natomiast 16 batalion przeszedł do odwodu brygady w miejscowości C. Nuova i La Busa. 17 batalion strzelców 15 kwietnia opanował m. Trentova i o godz. 14 wschodni brzeg rzeki Sillaro, następnego dnia podczas dynamicznych działań bojowych zajmuje i zdobywa miejscowości: Ravaglia, C. Rigone, Bellaria, la Ciusa i la Rossa. 17 kwietnia od rana batalion przeszedł do obrony opanowanego terenu oraz prowadził akcje patrolową na zachodnim brzegu kanału Medicina, wypadem zajmując miejscowość Cassa la Forance. W dniu 18 kwietnia 1945 roku 17 batalion przeszedł na odpoczynek w rejonie Casola Canina. 16 kwietnia o godz. 05.00 do natarcia przystąpił 18 batalion, po moście na rzece Sillaro przeprawia się na drugi brzeg i naciera w kierunku kanału Medicina, natrafił na twardy opór niemieckich spadochroniarzy. Pomimo wprowadzenia dwóch szwadronów czołgów z 1 pułku ułanów, w ogniu artylerii i broni maszynowej natarcie zostaje zatrzymane. Na batalion wyszło kontrnatarcie niemieckiej piechoty spadochronowej wspartej czołgami i działami samobieżnymi, po otrzymaniu silnego wsparcia ogniowego artylerii korpusu, wraz z czołgami wieczorem 18 batalion strzelców osiągnął kanał Medicina. Nocą z 16, na 17 kwietnia nad kanałem Medicina został zmieniony przez 14 wileński batalion „Żbików”. W dniu 17 kwietnia 1945 r. została ujawniona zbrodnia popełniona na dwóch żołnierzach 18 batalionu, którzy ranni dostali się do niemieckiej niewoli dnia poprzedniego. 19 kwietnia, 18 batalion został podporządkowany dowódcy 4 pułku pancernego ze Zgrupowania „RAK”. W ramach pościgu w dniu 20 kwietnia opanował bez walki przyczółki na kanale Fossa di Mezzo i rzece Quaderna i w godzinach popołudniowych doszedł do rzeki Idice, nocą z 20, na 21 kwietnia sforsował pod ogniem nieprzyjaciela rzekę i uchwycił przyczółek, rano po wybudowanym moście rzekę przekracza pozostała część batalionu i czołgi prowadząc walkę ogniową z wrogiem. Rano dalszy pościg przy wsparciu czołgów prowadzą strzelcy karpaccy, 18 batalion pozostał w obronie. 16 batalion lwowski w dniu 21 kwietnia wspierał w pościgu 4 Wołyńską BP w walce opanowując miejscowość Villa Rossi i wspólnie z 11 Wołyńskim batalionem strzelców Castel Maggiore. 22 kwietnia 1945 roku wszystkie bataliony 6 Lwowskiej BP zostały wycofane z działań bojowych i przeszły do rejonu Castel S. Pietro. Dzień ten był ostatnim dniem brygady w strefie frontowej.

## Dalsze losy lwowskich strzelców

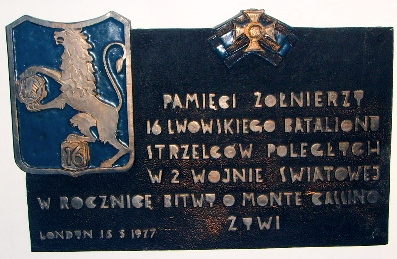
Tablica w kościele garnizonowym w Londynie

W dniu 24 kwietnia 1945 roku odbyła się odprawa w dowództwie korpusu z udziałem dowództwa, sztabu brygady i dowództw batalionów. Wojska niemiecko-włoskie skapitulowały na froncie włoskim 2 maja 1945 r. W dniach 12-19 maja, 17 batalion strzelców został przetransportowany do miejscowości Cossignano 25 km od Grottammare na południe od Ancony, reszta brygady pozostała w dotychczasowym miejscu, na południe od Bolonii na wypoczynku. Z dniem 9 czerwca 6 LBP została przemieszczona do rejonu Meldola-Cusercoli, a z dniem 1 lipca dalej do rejonów nadmorskich Adriatyku Tortoretio Lidio – San Benedettodel Tronto. W okresie maja i czerwca do brygady napłynęło 502 żołnierzy uzupełnień spośród ochotników b. jeńców polskich z niewoli niemieckiej i Polaków b. żołnierzy z armii niemieckiej, którzy 15 lipca złożyli przysięgę wojskową, jednocześnie od lipca rozpoczęła się akcja powrotów żołnierzy do Kraju. W lipcu napłynęło wielu oficerów z oflagów z terenu Niemiec. W dniach 24-28 sierpnia 6 LBP jako jedyna jednostka polska została podporządkowana dowództwu brytyjskiego XIII Korpusu i podjęła ochronę portu i składów w Wenecji stacjonując batalionami w rejonie Mestre-Treviso-Vitorio Veneto. Oprócz służby wartowniczej i ochronnej, prowadzono szkolenie, naukę języków obcych, uzupełniano wykształcenie. Od czerwca 1946 roku rozpoczęto organizowanie zapisów na wyjazdy do krajów i rejonów osiedlenia się żołnierzy. Od lipca do listopada 1946 roku większość żołnierzy 6 Lwowskiej Brygady Piechoty zostali przewiezieni do Wielkiej Brytanii. Rozlokowani zostali w obozach Ashodown Park – dowództwo brygady, Fairford Park – 16 i 18 lwowskie bataliony strzelców, Charlton Park – 17 Lwowski batalion strzelców. Przeprowadzono repatriację do Kraju np. z 16 batalionu zgłosiło się na wyjazd w październiku i listopadzie 152 żołnierzy. W okresie od grudnia 1946 roku do lutego 1947 roku pozostali żołnierze wstąpili do Polskiego Korpusu Przysposobienia i Rozmieszczenia, w dniu 20 stycznia 1947 w szeregach brygady pozostawało jeszcze 97 oficerów i 1308 szeregowych. Prowadzono szkolenie z zakresu cywilnych zawodów. i nauki języka angielskiego. Ostatecznie obozy 56 Grupy Brygadowej PKRP (dawnej 6 LBP) zlikwidowano w grudniu 1947 roku. Ostatnie grupy żołnierzy lwowskich batalionów zdemobilizowano do września 1948 roku.

## Organizacja
- Kwatera Główna 6 Lwowskiej Brygady Piechoty
- 16 Lwowski batalion strzelców
- 17 Lwowski batalion strzelców
- 18 Lwowski batalion strzelców

## Obsada personalna
dowódca brygady
- płk dypl. Klemens Rudnicki (1 XI 1942 – 15 XI 1943)[29]
- ppłk/płk dypl. kaw. Witold Eugeniusz Nowina-Sawicki (15 XI 1943 – 1946)[30]

zastępcy dowódcy brygady
- ppłk Zygmunt Szafranowski (1 XI 1942 – 2 VII 1943)[31]
- ppłk Jan Lachowicz (1 VIII 1943 – 9 VIII 1944[32])
- ppłk dypl. Ludwik Domoń (10 VIII – 15 X 1944)[33][34])
- ppłk dypl. Zygmunt Czarnecki (od 18 X 1944 – VI 1945)[35]

szefowie sztabu
- kpt. dypl. Aleksander Jedziniak[36]
- mjr dypl. Aleksander Florkowski (do VI 1944)[37]
- kpt. dypl. Felicjan Pawlak (9 VI 1944 – 14 I 1945)[38]
- kpt dypl. Antoni Rolski

kwatermistrz
- mjr Włodzimierz Borowy

## Odznaka brygadowa
Odznaka pamiątkowa: stylizowany orzeł trzyma w szponach tarczę herbową Lwowa, nad którą znajduje się szyszak  husarski. Tarcza przedzielona ukośną linią. Kolory herbowe Lwowa (czerwony i niebieski) zaznaczone graficznie.
Na tarczy lew trzymający w przednich łapach znak pancerny, ze zbrojnym ramieniem w środku. Wykonana w białym metalu, oksydowana o wymiarach 50 x 35 mm.
Odznaka noszona na górnej, lewej kieszeni munduru, mocowana gładką nakrętka. Autor projektu: por. Michał Siemiradzki.  Zatwierdzona: Dziennik Rozkazów Naczelnego Wodza z 3 czerwca 1943.
Odznaka specjalna: wykonana z białego oksydowanego metalu o wymiarach  21 x 18 mm. Na ażurowej tarczy, lew trzymający koło zębate; jedną łapę opiera na plakietce z cyfrą „6”. Oznaka noszona była przez dowództwo brygady. Nakładana na patki koloru granatowego z żółtą wypustką. Zatwierdzona rozkazem dowódcy 2 Korpusu nr 2 z 4 stycznia 1946 roku.